# Portugiesisch-Timor
Portugiesisch-Timor war zwischen 1586 und 1975 (de jure bis 2002) der Name der portugiesischen Kolonie, die heute als Osttimor (Timor-Leste) ein unabhängiges Land ist.

## Geschichte

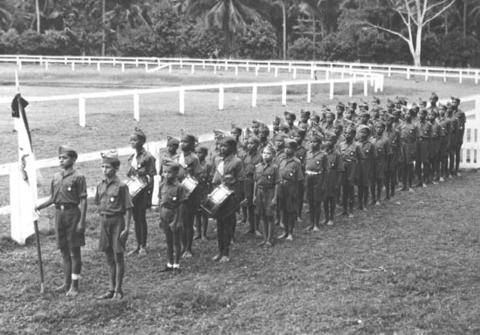
Timoresische Anwärter der Portugiesischen Jugend (1938)

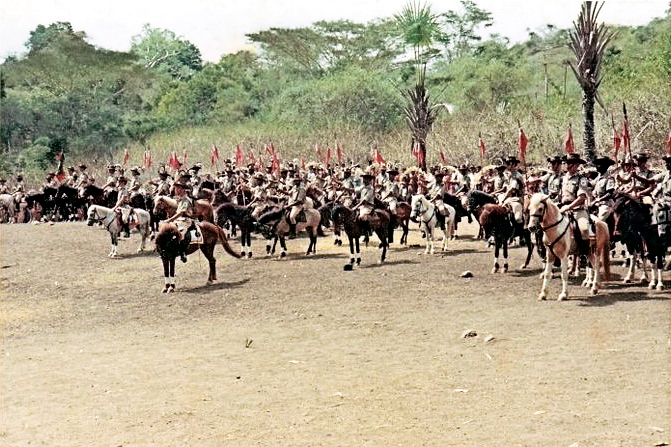
Die portugiesische 6. Kavallerieschwadron in Atabae (1970)

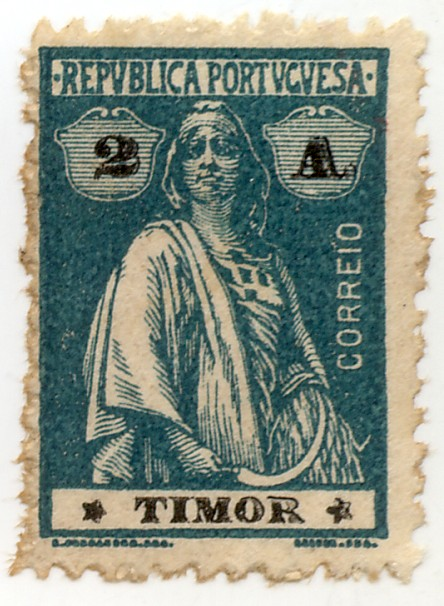
Briefmarke von Portugiesisch-Timor

Der Portugiese António de Abreu erreichte erstmals Anfang des 16. Jahrhunderts die Insel Timor. Bereits 1515 kamen dann die ersten Dominikaner als Missionare nach Timor. Im Gebiet der damaligen Königreiche Oecussi und Ambeno (heute die osttimoresische Sonderverwaltungsregion Oe-Cusse Ambeno) setzten sich die Portugiesen das erste Mal auf Timor fest. 1556 gründeten die Dominikaner zur Sicherung des Sandelholzhandels den Ort Lifau (Lifao), sechs Kilometer westlich des heutigen Pante Macassar. 1586 wurde schließlich ein Großteil der Insel Timor zur Kolonie erklärt. Ab 1640 begannen die Niederländer, Teile von Timor in Besitz zu nehmen. Ab 1702 hatte Timor einen eigenen Gouverneur, der zunächst in Lifau, später in Dili residierte und für mehrere Inseln der Region die Verantwortung hatte. Zuvor hatte der jeweilige zuständige Generalkapitän diese Aufgaben übernommen. 1916 wurde die endgültige Grenze zwischen den beiden Kolonialmächten Portugal und den Niederlanden auf Timor festgelegt.
Die Kolonie war ein ständiger Unruheherd. Zwischen 1860 und 1912 kam es zu mehreren großen Aufständen gegen die portugiesische Kolonialmacht. Ab 1895 vereinigte Boaventura, der Liurai von Manufahi, mehrere timoresische Herrscher im Widerstand gegen die Portugiesen und führte sie innerhalb von 16 Jahren mehrmals gegen die Portugiesen. Er wurde erst während der Rebellion von Manufahi 1911/12 mit portugiesischen Truppen aus Mosambik und teils sogar aus Angola endgültig geschlagen. Osttimoresische Quellen schätzen, dass über 3.000 Menschen getötet und viele Tausend mehr gefangen genommen und eingekerkert wurden.
Obwohl Portugal im Zweiten Weltkrieg neutral war, besetzten im Dezember 1941 australische und niederländische Truppen das Land, die einen Angriff der Japaner erwarteten. Nach der japanischen Invasion im Februar 1942 bekämpften die Alliierten und die einheimische Bevölkerung die Besatzer in einem Guerillakrieg („Schlacht um Timor“), bei dem zwischen 40.000 und 70.000 Menschen starben.
Der letzte große Aufstand fand 1959 in Viqueque statt. Die Portugiesen schlugen aber auch die Viqueque-Rebellion mit äußerster Brutalität nieder. Etwa 1.000 Menschen wurden getötet. Anfang 1961 versuchte das linksgerichtete „Kampfbüro zur Befreiung Timors“ (Bureau de Luta pela Libertação de Timor) unter Maoclao einen Aufstand mit finanzieller Unterstützung aus Indonesien. Am 9. April 1961 riefen sie im Grenzort Batugade eine Republik aus und stellten eine timoresische Regierung mit zwölf Ministern auf. Die Portugiesen schlugen den Aufstand schnell nieder, und die Kämpfer flohen nach Indonesien.
Nach der Nelkenrevolution 1974 in Portugal sollte Portugiesisch-Timor für die Unabhängigkeit vorbereitet werden, doch der Bürgerkrieg in Osttimor 1975 führte zunächst zu chaotischen Zuständen. Portugals letzter Gouverneur Mário Lemos Pires evakuierte die Kolonialverwaltung auf die Dili vorgelagerte Insel Atauro, was faktisch der Aufgabe der Kolonie gleichkam. Die FRETILIN, die aus dem Bürgerkrieg siegreich hervorgegangen war, bat Pires vergeblich, nach Dili zurückzukehren und das Land geordnet in die Unabhängigkeit zu führen.
Indonesien begann die Grenzgebiete zu besetzen, so dass sich die FRETILIN gezwungen sah, am 28. November 1975 einseitig die Unabhängigkeit auszurufen. Lediglich zwölf Staaten erkannten das neue Land an. Portugal gehörte nicht dazu. Nur neun Tage später begann Indonesien mit der offenen Invasion (Operation Seroja) und annektierte es völkerrechtswidrig unter dem Namen „Timor Timur“. Aufgrund der folgenden 24 Jahre Besatzung starben in Osttimor bis zu 183.000 Menschen.
Als sich die Bevölkerung in einem Referendum 1999 für die Unabhängigkeit aussprach, kam es zu schweren Übergriffen auf die Einwohner durch indonesisches Sicherheitspersonal und pro-indonesische Milizen. Die Vereinten Nationen intervenierten und nahmen Osttimor bis 2002 unter ihre Verwaltung.
International wurde die indonesische Annexion außer von Australien nie anerkannt, weswegen Osttimor als „abhängiges Territorium unter portugiesischer Verwaltung“ galt. Portugiesisch-Timor existierte daher offiziell bis zum 20. Mai 2002, als Osttimor von den Vereinten Nationen endgültig in die Unabhängigkeit entlassen wurde.

## Verwaltung

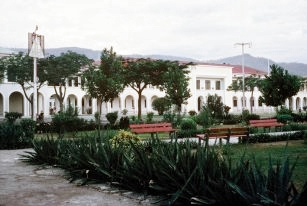
Der Amtssitz des Gouverneurs in Dili, Ende der 1960er

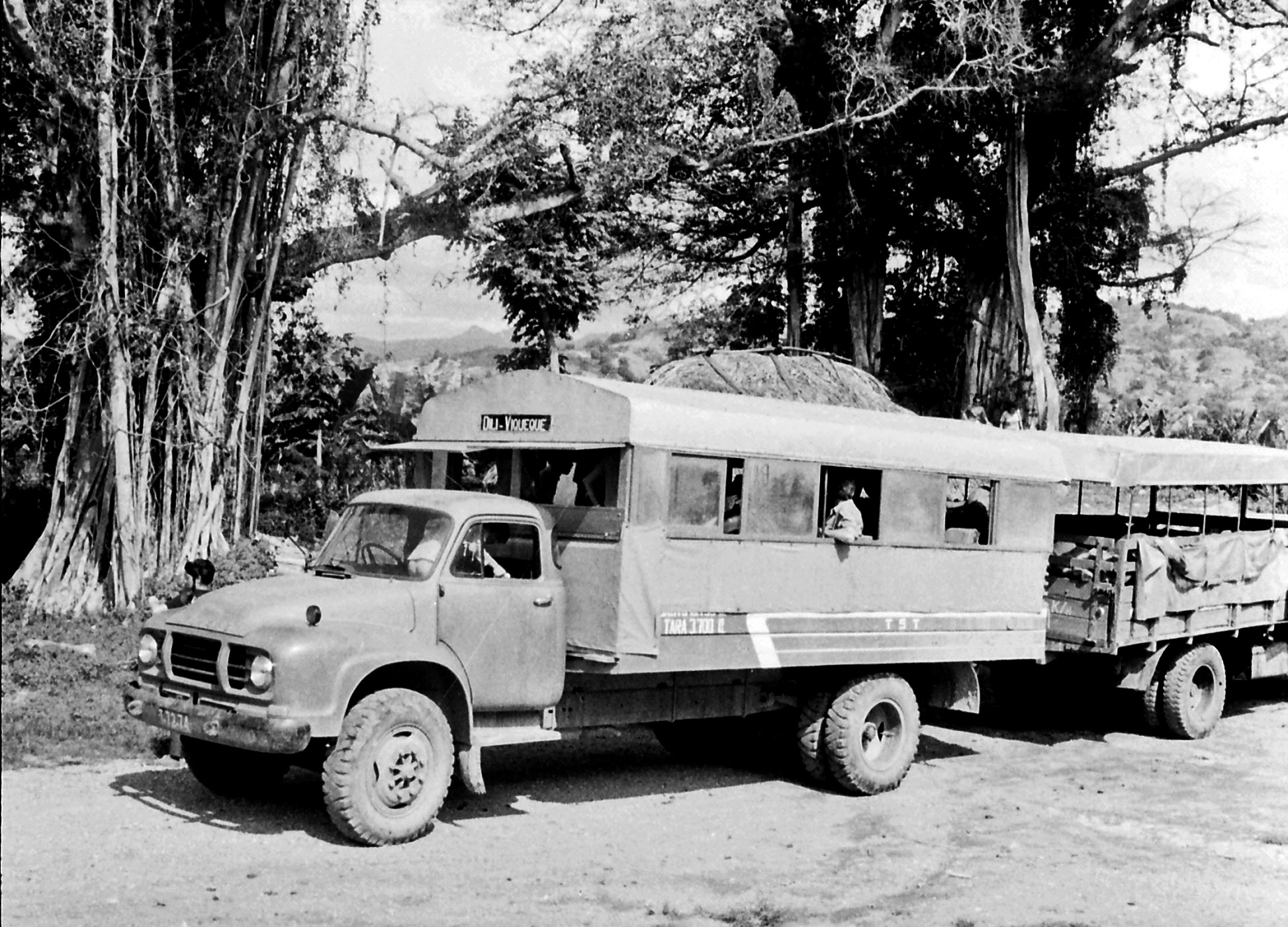
Der Bus (Carreira) von Dili nach Viqueque (1971)

António Coelho Guerreiro war 1702 der erste portugiesische Gouverneur, der sein Amt in der Kolonie antreten konnte. Zwei Vorgänger waren von den Topasse daran gehindert worden. Lange Zeit waren sie die wirklichen Machtinhaber in Portugiesisch-Timor, trotz der nominellen Unterwerfung unter die portugiesische Krone. Auch die Liurais, die timoresischen Kleinkönige herrschten weitgehend unabhängig über ihr jeweiliges Territorium. Erst im 19. Jahrhundert setzte sich Portugal immer weiter gegen die einheimische Kräfte durch. Nach der Niederlage Boaventuras 1912 umging Gouverneur Filomeno da Câmara de Melo Cabral die Macht der Liurais, indem er nun die Sucos als erste koloniale Verwaltungsebene einsetzte, vorbei an den traditionellen Herrschern. Zudem wurde eine Ebene darüber auch die zivile Verwaltung auf die 15 Militärkommandanturen aufgeteilt und die Liurais wurden den Militärkommandanten unterstellt. Als Chefe de Suco wurden Timoresen aus dem niederen Adel der Dato eingesetzt, die Portugiesisch sprechen und lesen konnten und dem christlichen Glauben angehörten. Sie dienten als Mittler zwischen der Bevölkerung und der Kolonialregierung und erhielten Verwaltungsaufgaben. Soziale, rituelle und politische Belange innerhalb der Timoresen wurden aber weiterhin von den Liurais behandelt.
Portugiesisch-Timor war zu Beginn direkt dem portugiesischen Vizekönig von Portugiesisch-Indien in Goa unterstellt. Am 20. September 1844 wurde Macau von der Oberhoheit Goas abgetrennt und Portugiesisch-Timor der Kolonie in China unterstellt. Am 30. Oktober 1850 wurde Portugiesisch-Timor mit den portugiesischen Besitzungen auf den Nachbarinseln eine eigenständige autonome Provinz, die Lissabon direkt unterstellt war. Der Grund dafür soll die Ernennung von José Joaquim Lopes de Lima (1851 bis 1852) zum Gouverneur der Kolonie gewesen sein. Er war zuvor bereits einstweiliger Generalgouverneur von Goa (Governador Geral Interino), eine Ernennung zum einfachen Distriktsgouverneur (Governador Subalterno) wäre einer Degradierung gleichgekommen. Ein weiterer Grund war die Entfernung nach Macau, was schnelle Entscheidungen unmöglich machte. Man unterstellte die Kolonie der direkten Kontrolle der Zentralregierung, gründete in Dili einen Regierungs- und Finanzrat und nahm zwei Timoresen in die Kolonialregierung auf. Mit Ende der Amtszeit Limas fiel Portugiesisch-Timor allerdings am 15. September 1851 wieder unter die Oberhoheit Macaus und ab dem 25. September 1856 zusammen mit Macau unter die Oberhoheit von Goa.
Am 17. September 1863 wurde Portugiesisch-Timor wieder eine autonome Provinz, ab dem 26. November 1866 wieder Macau untergeordnet und am 15. Oktober 1896 schließlich endgültig eigenständige Kolonie. Nach dem Zweiten Weltkrieg erfolgte 1951 die Umwandlung in eine portugiesische Überseeprovinz, 1972 in eine autonome Region.

## Flagge und Wappen

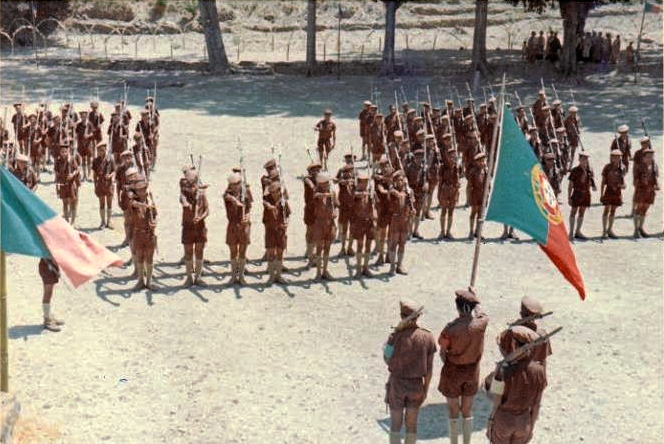
Koloniale Truppen auf Timor mit der Flagge Portugals

1935 wurde allen portugiesischen Kolonien jeweils ein eigenes Wappen verliehen, deren Design einheitlich geregelt war. Der dreigeteilte Schild zeigt im ersten Feld auf Silber fünf blaue Schilde mit je fünf silbernen Münzen (Quinas), die ein Kreuz bilden; das zentrale Element aus dem Wappen Portugals. Im dritten Feld befinden sich auf Silber grüne Wellen. Das zweite Feld wurde für die einzelnen Kolonien variiert. Portugiesisch-Timor führte hier das Wappen der Dominikaner, die während der Besitznahme Timors durch Portugal eine große Rolle spielten: Das Feld war Silber/Schwarz achtfach geständet mit einem silber-schwarzen Lilienkreuz, zusätzlich befand sich im Zentrum des Kreuzes eine Quina. Das Wappen behielt seine Gültigkeit bis zur ersten Ausrufung der Unabhängigkeit Osttimors 1975.
Als einzige Siedlung hatte Dili als koloniale Hauptstadt ein eigenes Wappen und eigene Flagge (siehe: Geschichte Dilis).
Im Jahre 1967 gab es Vorschläge für eigene Flaggen für die einzelnen portugiesischen Kolonien, bei denen auf die Flagge Portugals unten rechts das Wappen der Kolonie hinzugefügt wurde. Die Vorschläge wurden aber nie umgesetzt.

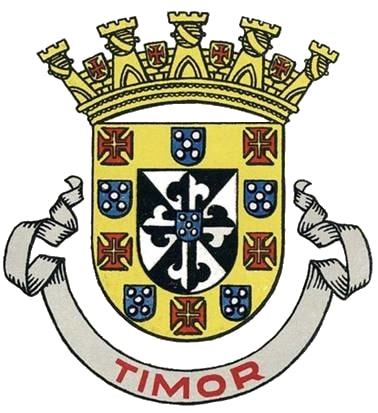
Wappenvorschlag von 1932
Kleines Wappen von Portugiesisch-Timor
Großes koloniales Wappen, 1935 bis 1951
Großes koloniales Wappen, 1951 bis 1975
Flagge des portugiesischen Gouverneurs
Vorschlag für eine Flagge Portugiesisch-Timors 1967